# يوسف حسين السهلاوي
يوسف حسين هو لاعب كرة قدم إماراتي. كان ضمن التشكيلة التي شاركت في كأس العالم 1990 في إيطاليا. شارك في مبارتي كولومبيا، وألمانيا، ولم يسجل فيهما أي هدف.

## وصلات خارجية
- يوسف حسين السهلاوي على موقع الاتحاد الدولي (مؤرشف)  (الإنجليزية)
- يوسف حسين السهلاوي على موقع قاعدة بيانات كرة القدم.إي يو (الإنجليزية)
- يوسف حسين السهلاوي على موقع ناشيونال فوتبول تيمز (الإنجليزية)
- يوسف حسين السهلاوي على موقع عالم كرة القدم.نت (الإنجليزية)

1. 1 2  يوسف محمد على موقع الفيفا نسخة محفوظة 30 أكتوبر 2014 على موقع واي باك مشين.